# 劳里·西尔文诺伊宁
劳里·西尔文诺伊宁（芬蘭語：Lauri Silvennoinen，1916年11月7日—2004年12月24日），芬兰男子越野滑雪运动员。他曾代表芬兰参加1948年冬季奥林匹克运动会越野滑雪比赛，获得男子4×10公里接力银牌。